# Аслаево (Абзелиловский район)
Асла́ево, также Асла́й (баш. Аһылай) — деревня в Абзелиловском районе Республики Башкортостан, относится к Баимовскому сельсовету.

## Этимология
1. От башкирского личного имени баш. Аһылай (рус. Аслай).
Так звали одного из жителей, известен его сын Балапан Аслаев 1752 года рождения, который служил дистанционным начальником по приему и отводу воинской команды из кантона на Оренбургскую пограничную линию и обратно в кантон.
2. Основана башкирами Кубелякской волости Ногайской дороги на собственных землях, известна с 1730 г. Названа по имени одного из жителей. Была также известна под названием Назаркино, предположительно по имени тархана Назарымбета. В 1795 г. в 13 дворах проживало 96 чел., в 1866 в 30 дворах — 155 человек. Занимались скотоводством, земледелием. Была мечеть.

## Географическое положение
Расположена на реке Бизгинды. Рядом находятся озёра Кулдыбай и Ускуль.
Расстояние до:
- районного центра (Аскарово): 85 км,
- центра сельсовета (Баимово): 18 км,
- ближайшей железнодорожной станции (Ташбулатово): 20 км.

### Часовой пояс
Аслаево находится в часовой зоне МСК+2 (екатеринбургское время). Смещение применяемого времени относительно UTC составляет +5:00.

## Население
В 1900 — 182 чел.; 1920 — 265; 1939 — 214; 1959 — 311; 1989 — 353; 2002 — 402; 2010 — 397 человек. 
| 1968 | 2002 | 2009 | 2010 |
| ---- | ---- | ---- | ---- |
| 404  | ↘402 | ↗429 | ↘397 |

Национальный состав
Согласно переписи 2002 года, преобладающая национальность — башкиры (100 %).

## Религия
В деревне есть мечеть имени Динар.

## Достопримечательности
Озёра Кулдыбай и Ускуль.

## Известные уроженцы
- Гайсин, Айрат Рашитович (род. в апреле 1962 года) — башкирский композитор, председатель Союза композиторов РБ (2009-2013)